# Lethbridge
Lethbridge è una città del Canada, situata nella provincia canadese dell'Alberta.
Con oltre 74 637 abitanti (nel 2006) è la quarta per dimensione della provincia ed è situata nella parte sud orientale, a 210 km da Calgary. È un vitale centro commerciale ed industriale ed è punto d'attrazione per tutta la regione limitrofa visto che nella città trovano lavoro più di 80 000 persone.
Situata ai piedi delle Montagne Rocciose, è attraversata dal fiume Oldman.